# Robin Rocks
Die Robin Rocks sind eine Gruppe teilweise vom Meer überspülter Klippenfelsen im Archipel der Südlichen Orkneyinseln. Sie liegen nordöstlich von Signy Island.
Der Falkland Islands Dependencies Survey (FIDS) nahm zwischen 1947 und 1950 Vermessungen vor. Luftaufnahmen entstanden 1968 durch die Royal Navy. Das UK Antarctic Place-Names Committee benannte sie 2004 in Anlehnung an die Benennung des benachbarten Robin Peak auf Signy Island. Dessen Namensgeber ist Gordon de Quetteville Robin (1921–2004) vom FIDS, im Jahr 1947 Leiter der Forschungsstation auf Signy Island, von der aus die erste detaillierte Vermessung der Insel vorgenommen wurde.